# Pedaliodes asconia
Pedaliodes asconia är en fjärilsart som beskrevs av Otto Thieme 1905. Pedaliodes asconia ingår i släktet Pedaliodes och familjen praktfjärilar. Inga underarter finns listade i Catalogue of Life.